# 가장 최근의 토바호 분화
토바 분화(토바 초분화 및 최신 토바 분화(Youngest Toba eruption)라고도 함)는 약 74,000년 전 플라이스토세 후기에 현재의 인도네시아 수마트라섬 토바호 지역에서 발생한 초화산 분화이다. 이는 이전에 알려진 칼데라가 약 120만 년 전에 형성된 것을 포함하여, 적어도 네 번의 칼데라 형성 분화 중 가장 마지막으로 일어난 분화였다. 이 마지막 분화는 화산 폭발 지수(VEI) 8로 추정되며, 이는 제4기에서 가장 큰 폭발적 분화이자 지구 역사상 가장 큰 폭발적 분화 중 하나이다.

## 분화

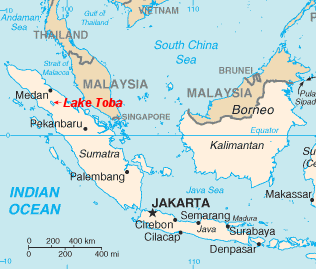
지도에 빨간색으로 표시된 토바호의 위치

### 토바 분화의 연대
정확한 분화 날짜는 알려져 있지 않지만, 화산재 퇴적물의 패턴은 여름 계절풍만이 남중국해에 토바 화산재를 퇴적시킬 수 있었기 때문에 북반구 여름에 발생했음을 시사한다. 분화는 아마도 9~14일 동안 지속되었다. 최근의 두 고정밀 아르곤-아르곤 연대 측정은 분화 시기를 73,880 ± 320년 전과 73,700 ± 300년 전으로 측정했다. 다섯 개의 서로 다른 마그마굄이 분화 전 수 세기 내에 활성화되었다. 분화는 작고 제한적인 공중 낙하로 시작되었으며, 그 뒤를 이어 이그님브라이트류의 주 단계가 직접 이어졌다. 이그님브라이트 단계는 낮은 분화 분출구를 특징으로 하지만, 화산쇄설류 상단에 형성된 동반 이그님브라이트 기둥은 32 km 높이에 달했다. 암석학적으로 황 배출량은 토바 마그마방에 별도의 황 가스가 존재하는지에 따라 1×1013에서 1×1015 g에 이르는 넓은 범위를 나타냈다. 추정치의 낮은 범위는 마그마 내 황의 낮은 용해도 때문이다. 빙하 코어 기록은 황 배출량을 1×1014 g 정도로 추정한다.

### 분화 영향
빌 로즈와 미시간 공과대학교의 크레이그 체스너는 분화로 배출된 총 물질량이 최소 2,800 km3 (670 cu mi)로 지상으로 흐른 이그님브라이트 약 2,000 km3 (480 cu mi)이고 주로 서쪽으로 떨어진 화산재가 약 800 km3 (190 cu mi)이라고 추정했다. 그러나 더 많은 노두가 이용 가능해지면서, 가장 최근의 분출량 추정치는 3,800 km3 (910 cu mi) 고밀도 등가물 (DRE)이며, 이 중 1,800 km3 (430 cu mi)는 화산재 낙하로, 2,000 km3 (480 cu mi)는 이그님브라이트로 퇴적되어 이 분화는 제4기 동안 가장 큰 분화로 기록되었다. 이전의 부피 추정치는 2,000 km3 (480 cu mi)에서 6,000 km3 (1,400 cu mi)까지 다양했다. 칼데라 내부의 화산쇄설류의 최대 두께는 600 m를 초과한다. 유출 범위는 원래 20,000–30,000 km2 (7,700–11,600 mi2) 면적을 거의 100 m 두께로 덮었으며, 인도양과 믈라카 해협까지 도달했을 가능성이 있다. 이 분화로 인한 공중 낙하는 인도 아대륙을 5 cm 두께의 화산재로, 아라비아해를 1 mm 두께로, 남중국해를 3.5 cm 두께로, 중앙인도양 분지를 10 cm 두께로 덮었다. 그 화산재 낙하 지평선은 1 cm 이상의 두께로 38,000,000 km2 (15,000,000 mi2)가 넘는 지역(~지구 표면의 약 7.5%)을 덮었다. 사하라 이남 아프리카에서는 이 분화에서 나온 미세한 유리 파편들이 남아프리카 공화국 남부 해안에서, 북서부 에티오피아의 저지대에서, 말라위호에서, 찰라호에서 발견되었다. 남중국에서는 후광암 마르호에서 토바 테프라가 발견되었다.
그 후의 붕괴로 물로 채워진 칼데라가 형성되어 토바호가 되었다. 호수 중앙의 섬은 융기 돔으로 형성되었다.

### 기후 영향

#### 분화 당시의 기후
그린란드 스타디알 20 (GS20)은 북대서양에서 토바 분화 시기쯤 시작된 수천 년간의 한랭기이다. GS20의 시작 시점은 74.0~74.2kya로 측정되며, 전체 사건은 약 1,500년 동안 지속되었다. 이는 댄스고르-오슈거 사건 20 (DO20)의 스타디알 부분으로, 일반적으로 대서양 자오선 역전 순환 (AMOC)의 급격한 강도 감소로 설명된다. 약화된 AMOC는 남극해와 남극의 온난화를 야기했으며, 이러한 비동기성은 양극 시소로 알려져 있다. GS20 한랭기의 시작은 남극 동위원소 최대 19 (AIM19) 온난화 사건의 시작과 일치한다. GS20은 북대서양으로의 빙산 방류와 관련이 있었으므로 하인리히 스타디알 7a라고도 불렸다. 하인리히 사건은 다른 DO 스타디알보다 대서양에서 AMOC가 더 길고, 더 춥고, 더 약한 경향이 있다.
74kya부터 58kya까지 지구는 간빙기인 해양 동위원소 단계 (MIS) 5에서 빙하기 MIS 4로 전환하며 냉각과 빙하 확장을 경험했다. 이 전환은 지구 궤도의 변화에 의해 촉발된 플라이스토세 간빙기-빙하기 주기의 일부이다. 해수 온도는 0.9 °C (1.6 °F)만큼 냉각되었다. 해수면은 60 m (200 ft)만큼 하강했다. 북반구 빙상은 크게 확장되었고 동유럽, 동북아시아, 북아메리카 코르디예라 산맥에서는 최종 빙기 극대기의 범위를 넘어섰다. 남반구 빙하는 MIS 4 동안 최대 범위로 확장되었다. 오스트랄라시아, 아프리카, 유럽은 점점 더 춥고 건조한 환경이 특징이었다.

#### 분화의 가능한 기후 기록
토바 분화는 해류와 태양 복사조도의 변화로 촉발된 GS20 및 MIS 4의 급격한 기후 전환을 배경으로 발생했지만, 이 분화가 이러한 사건을 가속화하는 데 어떤 역할을 했는지는 훨씬 더 논란이 많다. 매 백 년 간격으로 샘플링된 남중국해의 기후 해양 기록은 토바 화산재 층 위로 천 년 동안 1 °C (1.8 °F)의 냉각을 보여주지만, 저자들은 이것이 단순히 GS20일 수도 있다고 인정한다. 아라비아해 해양 기록은 토바 화산재가 GS20이 시작된 후에 발생했음을 확인하지만, 또한 기록에서 GS20이 GS21보다 춥지 않았음을 보여주므로 저자는 분화가 GS20 냉각을 강화하지 않았다고 결론 내렸다. 말라위호에서 6~9년 간격으로 환경 기록을 밀집하여 샘플링한 결과, 토바 화산재 퇴적 후 호수 생태 및 초원에서 냉각 유발 변화가 나타나지 않았지만 냉각으로 인한 건조는 고지대 아프로몬탄 숲을 고사시켰다. 말라위호 연구에 따르면 분화의 환경적 영향이 온화했으며 동아프리카에서 10년 미만으로 제한적이라고 결론 내렸지만, 이러한 연구는 냉각 신호를 약화시켰을 퇴적물 혼합으로 인해 의문이 제기되고 있다. 그러나 에티오피아의 중기 구석기 시대 유적지에서 나온 환경 기록은 토바 화산재 층과 동시에 심각한 가뭄이 발생하여 초기 채집 행동이 변화했음을 보여준다.
토바 화산재 기록은 빙하 코어 샘플에서 확인되지 않았다. 그러나 얼음층의 네 가지 황산염 사건은 토바 분화로 인한 에어로졸 퇴적을 나타내는 것으로 제안된다. 73.75~74.16kya에 발생한 한 황산염 사건은 토바 분화의 모든 특징을 가지며, 지금까지 확인된 황산염 부하 중 가장 큰 것 중 하나이다. 빙하 코어 기록에서는 GS20 냉각이 황산염 퇴적 시점 이미 진행 중이었지만, 이 황산염 사건 이후 110년간의 가속 냉각기가 이어졌다. 저자는 이 가속화가 토바 분화로 인해 약화된 AMOC 때문이라고 해석한다.

#### 기후 모델링
토바 분화의 모델링된 기후 효과는 유황 가스의 질량과 에어로졸 미시물리 과정에 달려 있다. 1991년 피나투보 화산에서 분출한 황의 100배인 8.5×1014 g의 황 배출량을 모델링한 결과, 화산 겨울은 최대 전 지구 평균 냉각이 3.5 °C이며, 분화 후 5년 이내에 자연 변동성 범위 내로 점진적으로 회복된다. 1,000년간의 한랭기 또는 빙하기의 시작은 모델에서 지지되지 않는다. 다른 두 가지 배출 시나리오인 1×1014 g와 1×1015 g는 공동체 지구 시스템 모델이 제공하는 최신 시뮬레이션을 사용하여 조사되었다. 최대 전 지구 평균 냉각은 낮은 배출량의 경우 2.3 °C, 높은 배출량의 경우 4.1 °C였다. 높은 배출량 시나리오에서는 강수량이 크게 감소한다. 음의 온도 이상은 분화 후 각 배출 시나리오에서 3년 및 6년 이내에 1 °C 미만으로 돌아온다. 그러나 지금까지 어떤 모델도 에어로졸 미시물리 과정을 충분히 정확하게 시뮬레이션할 수 없으며, 역사적 분화의 경험적 제약은 에어로졸 크기가 아무리 많은 황이 배출되더라도 냉각의 크기를 1.5 °C 미만으로 상당히 감소시킬 수 있음을 시사한다.

## 토바 대재앙 이론
토바 대재앙 이론은 분화가 6~10년 동안 심각한 전 지구적 화산 겨울을 야기했고, 1,000년 동안 지속된 한랭기도 가져와 인류의 유전적 병목 현상을 초래했다고 주장한다. 그러나 일부 물리적 증거는 천년 간의 한랭기 및 유전적 병목 현상과의 연관성에 이의를 제기하며, 일부는 이 이론이 반증되었다고 간주한다.

### 역사
1972년, 헤모글로빈에 대한 분석 결과 매우 적은 변이체가 발견되었고, 낮은 변이 빈도를 설명하기 위해 인류의 개체수가 최근까지도 수천 명에 불과했을 것이라고 추정되었다. 더 많은 유전 연구에 따르면 인류 역사의 대부분 동안 유효 개체수가 10,000명 정도였다는 것을 확인시켜주었다. 미토콘드리아 DNA 서열 차이에 대한 후속 연구는 35,000년에서 65,000년 전 사이에 1,000명에서 10,000명으로 구성된 작은 유효 개체군 크기에서 급격한 성장이 이루어졌다고 추정했다. 최근 연구는 기후 변화의 정도가 이 이론의 지지자가 믿었던 것보다 훨씬 작았음을 보여준다.
1993년, 과학 저널리스트 앤 기븐스는 인구 증가가 플라이스토세 빙하기의 추운 기후 때문에 억제되었으며, 빙하기 MIS 4의 시작 무렵인 73,000년에서 75,000년 사이로 추정되는 토바 초분화로 인해 악화되었을 수 있다고 주장했다. 그 이후의 폭발적인 인류 확장은 빙하기의 종결의 결과로 여겨졌다. 뉴욕 대학교의 지질학자 마이클 R. 람피노와 하와이 대학교 마노아의 화산학자 스티븐 셀프는 그녀의 이론을 지지했다. 1998년, 일리노이 대학교 어배너-섐페인의 인류학자 스탠리 H. 앰브로즈는 일부 유전자의 합체 증거를 사용하여 토바 분화가 인류 개체군을 수천 명의 생존자로 급감시켰으며, 이후의 회복은 약 60,000년 전 기후가 MIS 3의 더 따뜻한 상태로 전환될 때까지 MIS 4의 전 지구적 빙하 조건에 의해 억제되었고, 그 동안 급격한 인류 개체군 확장이 일어났다고 가설을 세웠다.

### 사람속에 미칠 수 있는 영향
적어도 두 가지 다른 인류 계통, 즉 네안데르탈인과 데니소바인은 토바 분화와 이후의 MIS 4 빙하기에서 살아남았는데 이들의 마지막 존재는 약 40,000년 전과 약 55,000년 전으로 거슬러 올라간다. H. floresiensis, H. luzonensis, 펑후 1을 포함한 다른 계통도 분화를 통해 살아남았을 수 있다. 최근에는 총유전체 염기서열 분석을 이용한 인간 인구사 재구성 및 토바 화산재 층 내에서 발견된 고고학적 문화 발견은 분화와 이후의 GS20 및 MIS 4 빙하기 동안 인간이 어떻게 지냈는지에 대한 추가적인 정보를 제공한다.

#### 인류 개체군 역사
최근 분석에서는 마르코프 모형을 모든 유전 물질에 적용하여 인류 개체군 역사를 추론한다. 비아프리카 인구에서는 200,000년 전부터 시작되어 40,000~60,000년 전 최저점에 도달하는 장기적인 급격한 감소가 확인된다. 이 병목 현상 동안 비아프리카 인구는 5~15배 감소를 겪었으며, 50,000년 전까지는 유효 개체수가 1,000~3,000명에 불과했는데, 이는 가장 초기의 미토콘드리아 DNA 연구와 일치한다. 이 심각한 비아프리카 인구 감소는 아프리카 밖으로의 확산으로 인한 창시자 효과와 일치한다. 수천 명 규모의 소규모 집단이 아프리카 대륙에서 근동으로 이주하면서 인구 수가 급격히 감소한 것이 비아프리카 유전체 다양성에 각인되었다. 유전 분석은 비아프리카 인구에서 냉기 적응과 관련된 56개의 선택적 스윕을 확인했으며, 이 중 31개는 72,000~97,000년 전에 발생했다. 이 시기적으로 밀접한 선택 사건은 "아라비아 정체"라고 불리며, MIS 4의 시작으로 인한 심각한 한랭 건조 조건과 토바 초분화로 인해 악화되었을 수 있다.
아프리카 인구는 약간 더 일찍, 더 온화한 병목 현상을 겪었고 더 일찍 회복되었다. 루히아족과 마사이족 샘플을 기반으로 추정된 유효 개체수는 70,000~80,000년 전경에 최저치를 기록했으며, 요루바족은 50,000년 전경에 최저점에 도달했지만, 장기적인 감소 추세는 이미 200,000년 전에 시작되었다. 추정된 잔존 유효 개체수는 약 10,000명으로, 병목 현상 동안 추정된 비아프리카 인구보다 많다. 비아프리카 인구와 달리 아프리카 병목 현상의 원인에 대해서는 합의된 의견이 없다. 제안된 원인으로는 기후 악화 (MIS 5, 토바 분화, GS20 및 MIS 4), 아프리카 인구 전반의 하위 구조 감소, 그리고 아프리카 내 확산으로 인한 창시자 효과 등이 있다.
인간 유전체 전체에 걸친 Alu 서열에 대한 초기 유전 분석은 120만 년 전 유효 인구 크기가 26,000명 미만이었음을 보여주었다. 낮은 인류 조상 인구 크기에 대한 가능한 설명에는 반복적인 인구 감소 또는 경쟁하는 호모 아종으로부터의 주기적인 교체 사건이 포함될 수 있다. 총유전체 분석 또한 100만 년 전경의 매우 낮은 아프리카 인구 크기를 확인한다. 이 100만 년 전 병목 현상은 아프리카 전역에 걸쳐 광범위한 건조를 특징으로 하는 중플라이스토세 기후 전환을 알리는 심각한 빙하기 MIS 22에 의해 발생한 것으로 생각된다.

#### 고고학적 연구
다른 연구는 토바 칼데라 복합체와 유전적 병목 현상 사이의 연관성에 의문을 제기했다. 예를 들어, 인도 남부 안드라프라데시주의 주레루 계곡에서 발견된 고대 석기는 토바 분화로 인한 두꺼운 화산재 층 위와 아래에서 발견되었는데, 이들 층을 가로질러 매우 유사하여 분화로 인한 먼지 구름이 이 지역 인구를 완전히 없애지 않았음을 시사한다. 그러나 인도의 다른 지역인 마디아프라데시주의 미들 손 계곡에서는 주요 인구 감소의 증거가 나타났으며, 주레루 계곡의 풍부한 샘물이 거주민에게 독특한 보호를 제공했을 수 있다고 제안되었다. 인도 남부 주레루 계곡에서는 토바 화산재 층 아래의 중기 구석기 석기가 OSL로 77±4 kyr로 연대가 측정되었으며, 화산재 층 위의 석기 연대는 55,000년보다 오래되지 않은 것으로 제한된다. 이 시대적 간격은 분화 후 퇴적물 제거 또는 55,000년까지 지역 인구의 감소로 인한 것으로 추정된다. 인도 남부와 북부의 추가적인 고고학적 증거 또한 분화가 지역 인구에 미친 영향에 대한 증거가 부족함을 시사하며, 연구 저자는 "다른 연구에서 상당한 동물 멸종과 유전적 병목 현상을 시사했던 것과는 달리, 많은 형태의 생명체가 초분화에서 살아남았다"고 결론 내렸다. 그러나 일부 연구자는 토바 초화산 이후 시기의 유물을 연대 측정하는 데 사용된 기술에 의문을 제기했다. 토바 대재앙은 또한 스쿨과 카프제 호모닌의 사라짐과 일치한다. 꽃가루 분석 결과 남아시아의 장기간 삼림 벌채가 시사되었으며, 일부 연구자는 토바 분화가 인간에게 새로운 적응 전략을 채택하도록 강요했을 수 있으며, 이는 네안데르탈인과 "다른 고대 인류종"을 대체하는 것을 가능하게 했을 수 있다고 제안했다.

### 다른 포유류의 유전적 병목 현상
일부 증거는 토바 분화 이후 다른 동물들의 개체수 감소를 나타낸다. 동아프리카 침팬지, 보르네오오랑우탄, 중앙 인도 마카크, 고릴라 치타 및 호랑이의 모든 개체군은 약 70,000~55,000년 전의 매우 작은 개체군에서 확장되었다.

## 같이 보기
- 초기 인류의 이주
- 가장 최근의 공통 조상
- 플라이스토세 후기 멸종
- 현생 인류의 아프리카 기원
- 지구의 화산 활동 연표
- 월리스선

## 참고 문헌
- Ambrose, Stanley H. (1998). 《Late Pleistocene human population bottlenecks, volcanic winter, and differentiation of modern humans》. 《Journal of Human Evolution》 34. 623–651쪽. Bibcode:1998JHumE..34..623A. doi:10.1006/jhev.1998.0219. PMID 9650103.
- Chesner, C.A.; Westgate, J.A.; Rose, W.I.; Drake, R.; Deino, A. (March 1991). 《Eruptive History of Earth's Largest Quaternary caldera (Toba, Indonesia) Clarified》 (PDF). 《Geology》 19. 200–203쪽. Bibcode:1991Geo....19..200C. doi:10.1130/0091-7613(1991)019<0200:EHOESL>2.3.CO;2.
- Gibbons, Ann (1993년 10월 1일). 《Pleistocene Population Explosions》. 《Science》 262. 27–28쪽. Bibcode:1993Sci...262...27G. doi:10.1126/science.262.5130.27. PMID 17742951.
- Gibbons, Ann (2010년 1월 19일). “Human Ancestors Were an Endangered Species”. 《ScienceNow》.
- Goldberg, T.L. (1996). 《"Genetics and biogeography of East African chimpanzees (Pan troglodytes schweinfurthii)"》 (PhD). Harvard University, unpublished.
- Hernandez, R.D.; Hubisz, M.J.; Wheeler, D.A.; Smith, D.G.; Ferguson, B.;  외. (2007). 《Demographic histories and patterns of linkage disequilibrium in Chinese and Indian Rhesus macaques》. 《Science》 316. 240–243쪽. Bibcode:2007Sci...316..240H. doi:10.1126/science.1140462. PMID 17431170.
- Huff, Chad. D; Xing, Jinchuan; Rogers, Alan R.; Witherspoon, David; Jorde, Lynn B. (2010년 1월 19일). 《Mobile Elements Reveal Small Population Size in the Ancient Ancestors of Homo Sapiens》 (PDF). 《Proceedings of the National Academy of Sciences》 107. 2147–2152쪽. Bibcode:2010PNAS..107.2147H. doi:10.1073/pnas.0909000107. PMC 2836654. PMID 20133859.
- Jones, S. C. (2007). 〈The Toba Supervolcanic Eruption: Tephra-Fall Deposits in India and Paleoanthropological Implications〉.   Petraglia, M. D.; Allchin, B. 《The Evolution and History of Human Populations in South Asia》. Springer. 173–200쪽. ISBN 978-1-4020-5561-4.
- Luo, S.-J.; Kim, J.-H.; Johnson, W.E.; Van der Walt, J.; Martenson, J.;  외. (2004). 《Phylogeography and genetic ancestry of tigers (Panthera tigris)》. 《PLOS Biology》 2. 2275–2293쪽. doi:10.1371/journal.pbio.0020442. PMC 534810. PMID 15583716.
- Luo, Shu-Jin; Zhang, Yue; Johnson, Warren E.; Miao; Martelli;  외. (2014). 《Sympatric Asian felid phylogeography reveals a major Indochinese–Sundaic divergence》. 《Molecular Ecology》 23. 2072–2092쪽. Bibcode:2014MolEc..23.2072L. doi:10.1111/mec.12716. ISSN 0962-1083. PMID 24629132. S2CID 40030155.
- McGuire, W.J. (2007). 〈The GGE Threat: Facing and Coping with Global Geophysical Events〉.   Bobrowsky, Peter T.; Rickman, Hans. 《Comet/Asteroid Impacts and Human Society: an Interdisciplinary Approach》. Springer. 123–141쪽. Bibcode:2007caih.book.....B. ISBN 978-3-540-32709-7.
- Ninkovich, D.; N.J. Shackleton; A.A. Abdel-Monem; J.D. Obradovich; G. Izett (1978년 12월 7일). 《K−Ar age of the late Pleistocene eruption of Toba, north Sumatra》. 《Nature》 276. 574–577쪽. Bibcode:1978Natur.276..574N. doi:10.1038/276574a0. S2CID 4364788.
- Oppenheimer, Clive (August 2002), “Limited global change due to largest known Quaternary eruption, Toba ≈74 kyr BP?”, 《Quaternary Science Reviews》 21 (14–15): 1593–1609, Bibcode:2002QSRv...21.1593O, doi:10.1016/S0277-3791(01)00154-8
- Petraglia, M.; Korisettar, R.; Boivin, N.; Clarkson, C.; Ditchfield, P.;  외. (2007년 7월 6일). 《Middle Paleolithic Assemblages from the Indian Subcontinent Before and After the Toba Super-eruption》 (PDF). 《Science》 317. 114–116쪽. Bibcode:2007Sci...317..114P. doi:10.1126/science.1141564. hdl:10072/412769. PMID 17615356. S2CID 20380351.
- Rampino, M. R.; Ambrose, S. H. (2000). 〈Volcanic winter in the Garden of Eden: The Toba supereruption and the late Pleistocene human population crash〉.   McCoy, F. W.; Heiken, G. 《Volcanic Hazards and Disasters in Human Antiquity》. Boulder, Colorado: Geological Society of America Special Paper 345. doi:10.1130/0-8137-2345-0.71. ISBN 0-8137-2345-0.
- Rampino, Michael R.; Self, Stephen (1992년 9월 2일). 《Volcanic Winter and Accelerated Glaciation following the Toba Super-eruption》 (PDF). 《Nature》 359. 50–52쪽. Bibcode:1992Natur.359...50R. doi:10.1038/359050a0. S2CID 4322781. 2011년 10월 20일에 원본 문서 (PDF)에서 보존된 문서.
- Rampino, Michael R.; Self, Stephen (1993). 《Climate–Volcanism Feedback and the Toba Eruption of ~74,000 Years ago》 (PDF). 《Quaternary Research》 40. 269–280쪽. Bibcode:1993QuRes..40..269R. doi:10.1006/qres.1993.1081. S2CID 129546088. 2011년 10월 21일에 원본 문서 (PDF)에서 보존된 문서.
- Rampino, Michael R.; Self, Stephen (1993년 12월 24일). 《Bottleneck in the Human Evolution and the Toba Eruption》. 《Science》 262. 1955쪽. Bibcode:1993Sci...262.1955R. doi:10.1126/science.8266085. PMID 8266085.
- Robock, A.; Ammann, C.M.; Oman, L.; Shindell, D.; Levis, S.; Stenchikov, G. (2009). 《Did the Toba Volcanic Eruption of ~74k BP Produce Widespread Glaciation?》. 《Journal of Geophysical Research》 114. D10107쪽. Bibcode:2009JGRD..11410107R. doi:10.1029/2008JD011652.
- Rose, W.I.; Chesner, C.A. (October 1987). 《Dispersal of Ash in the Great Toba Eruption, 75 ka》 (PDF). 《Geology》 15. 913–917쪽. Bibcode:1987Geo....15..913R. doi:10.1130/0091-7613(1987)15<913:DOAITG>2.0.CO;2.
- Self, Stephen; Blake, Stephen (February 2008). 《Consequences of Explosive Supereruptions》. 《Elements》 4. 41–46쪽. Bibcode:2008Eleme...4...41S. doi:10.2113/GSELEMENTS.4.1.41.
- Steiper, M.E. (2006). 《Population history, biogeography, and taxonomy of orangutans (Genus: Pongo) based on a population genetic meta-analysis of multiple loci》. 《Journal of Human Evolution》 50. 509–522쪽. Bibcode:2006JHumE..50..509S. doi:10.1016/j.jhevol.2005.12.005. PMID 16472840.
- Thalman, O.; Fisher, A.; Lankester, F.; Pääbo, S.; Vigilant, L. (2007). 《The complex history of gorillas: insights from genomic data》. 《Molecular Biology and Evolution》 24. 146–158쪽. doi:10.1093/molbev/msl160. PMID 17065595.
- Williams, Martin A.J.; Stanley H. Ambrose; Sander van der Kaars; Carsten Ruehlemann; Umesh Chattopadhyaya; Jagannath Pal; Parth R. Chauhan (2009년 12월 30일). 《Environmental impact of the 73 ka Toba super-eruption in South Asia》. 《Palaeogeography, Palaeoclimatology, Palaeoecology》 284 (Elsevier). 295–314쪽. Bibcode:2009PPP...284..295W. doi:10.1016/j.palaeo.2009.10.009.
- Zielinski, G.A.; Mayewski, P.A.; Meeker, L.D.; Whitlow, S.; Twickler, M.S.; Taylor, K. (1996). 《Potential Atmospheric Impact of the Toba Mega-Eruption ~71,000 years ago》 (PDF). 《Geophysical Research Letters》 23. 837–840쪽. Bibcode:1996GeoRL..23..837Z. doi:10.1029/96GL00706. 2011년 7월 18일에 원본 문서 (PDF)에서 보존된 문서.